# Alpha (motocicleta)
Alpha fou una marca catalana de motocicletes, motocarros i tricicles fabricats a Barcelona per Nil Massó i Miró entre 1924 i 1957.

## Història

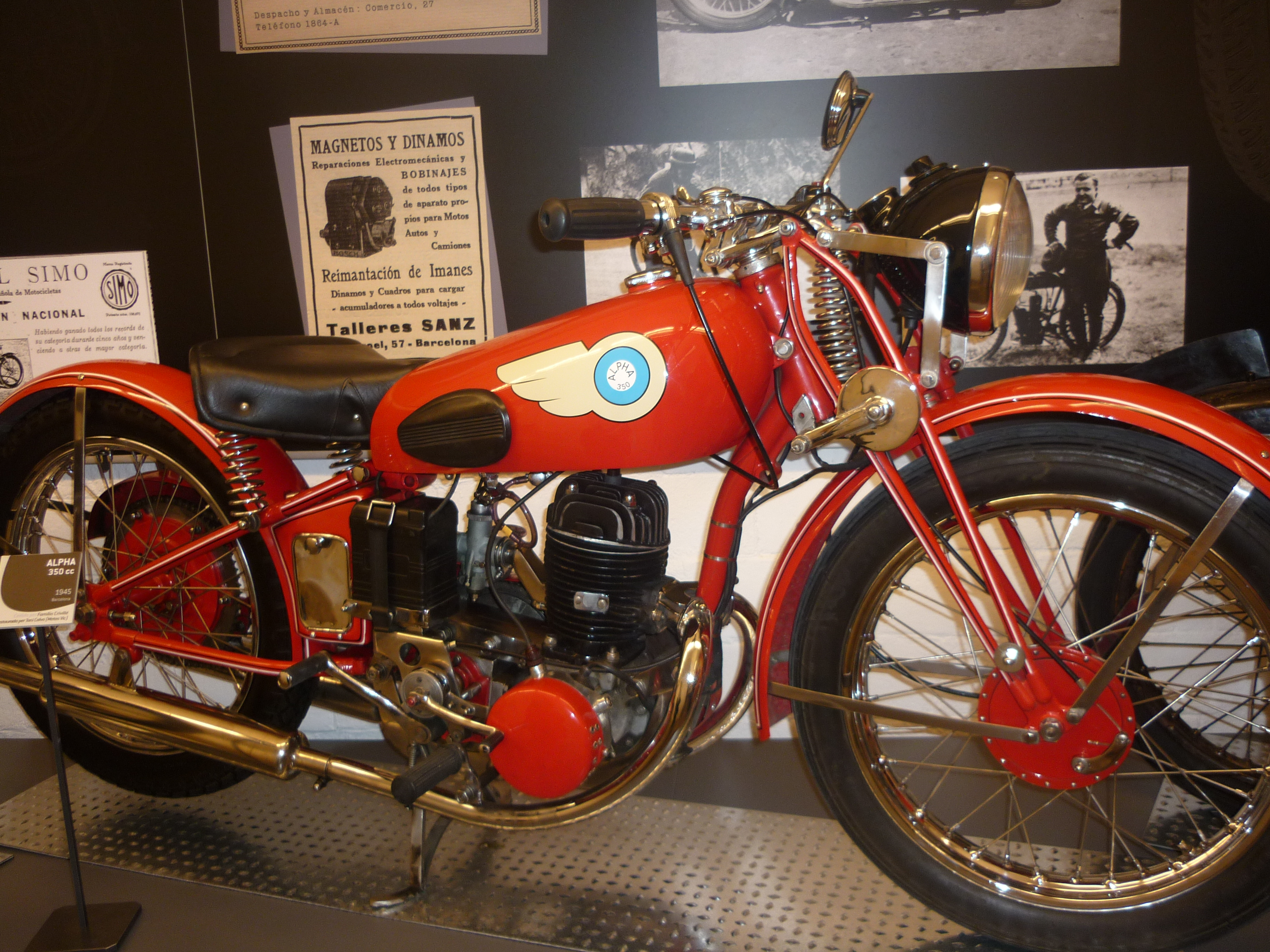
Alpha 350cc de 1945

Nil Massó, antic pilot de motociclisme, va començar el 1924 a fabricar motocicletes i tricicles de repartiment, equipant-los amb motors de dos temps fabricats per Villiers i DKW de 175 i 250 cc. Aviat, Alpha, esdevingué un dels principals fabricants catalans de motocicletes anteriors a la guerra civil espanyola, destacant-ne la bellesa estètica dels seus productes. Acabada la guerra, com molts altres fabricants es dedicà a la reconstrucció de màquines procedents de l'exèrcit i a la construcció de motors auxiliars per a bicicletes.

### MV Alpha
Entre 1949 i 1951, fabricà sota llicència les MV Alpha italianes de 98 i 125 cc. El 1951, la mecànica d'aquesta marca es va tornar més complexa i la demanda en va augmentar, veient-se incapaços de respondre-hi els tallers Alpha (per la seva manca de recursos), amb la qual cosa no pogueren donar continuïtat a la llicència MV. Entrà en joc aleshores la factoria Avello, amb una fàbrica de torns, fressadores i altra maquinària de complexa tecnologia, molt ben preparada. Les seves instal·lacions eren al barri de Natahoyo de Gijón (Astúries), on varen començar a fabricar sota la marca MV Avello i més tard ja com a MV Agusta.

### Darrers temps
La pèrdua de la llicència de MV propicià l'inici del declivi dels tallers Alpha. El 1953, encara varen col·laborar en la construcció de les Evycsa amb motors FITA de quatre temps, però finalment la marca va desaparèixer el 1957. Les seves darreres realitzacions foren un tricicle de repartiment (equipat amb motors OSSA i Hispano Villiers) i una motocicleta de 175 cc lleugera, inspirada en la BSA Bantam.